# Umika Kawashima
Umika Kawashima (川岛海荷?, Kawashima Umika; Saitama, 3 marzo 1994) è un'attrice e cantante giapponese, lavora per l'agenzia LesPros.
Dopo aver iniziato la carriera come idol, entra nel mondo dello spettacolo a metà degli anni 2000. Subito si fa notare per le interpretazioni che realizza a fianco degli idol maschili protagonisti; soprattutto nelle due stagioni del dorama ispirato alla storia di Bloody Monday nel 2008-10 a fianco di Haruma Miura e Takeru Satō, ed in Papadol! assieme a Ryō Nishikido.
Inoltre è membro attivo del gruppo femminile j-pop 9nine.

## Filmografia

### Serie TV
- Pin to Kona (TBS, 2013)
- Papadol! (TBS, 2012)
- Hanayome (TBS, 2012)
- Kaibutsu-kun (film) SP (NTV, 2011)
- Hanawake no Yon Shimai (TBS, 2011)
- Kokosei Restaurant (NTV, 2011)
- Heaven's Flower (TBS, 2011)
- 99-nen no ai: Japanese Americans (TBS, 2010)
- Kaibutsu-kun (NTV, 2010)
- Bloody Monday (serie televisiva) 2 (TBS, 2010)
- Aishiteru (NTV, 2009)
- Kiina (NTV, 2009, ep2)
- Bloody Monday (serie televisiva) (TBS, 2008)
- Code Blue (Fuji TV, 2007, ep1)
- Team Medical Dragon-Iryu 2 (Fuji TV, 2007, ep6-7)
- Yakusha Damashii (Fuji TV, 2006)
- Dare Yorimo Mama wo Ai su (TBS, 2006)

### Cinema
- 2007 - Life - Tengoku de Kimi ni Aetara
- 2008 - Keitai Kareshi
- 2010 - Watashi no Yasashikunai Senpai